# Batter
En batter betegner i baseball den spiller fra indeholdet, der skal forsøge at sende den af pitcheren kastede bold i spil med sit bat. Batterens hovedopgave er at skyde bolden forbi forsvaret, så han kan løbe sikkert på base, men afhængigt af spilsituationen og batterens evner kan dette mål variere meget.
Et af baseballs vigtigste karakteristika er "kampen i kampen" mellem batteren og pitcheren. Selvom baseball fortrinsvis er en holdsport, har en spiller altid mulighed for at levere en god individuel præstation, da en batter mere eller mindre står alene mod modstanderholdets pitcher og forsvar.
En spiller refereres til som batteren, når han står i batter's box ved home plate, hvorfra han skal forsøge at ramme bolden. Hvis der mere generelt og i andre sammenhænge tænkes på en spillers offensive kvaliteter, kaldes han sædvanligvis en hitter. Det er som hitter muligt at excellere inden for et bredt udvalg af nicher. De to hovedkategorier er hitting for average (at sende bolden sikkert i spil ofte) samt power hitting (at slå mange home runs).
Når en batter står i batter's box, som er en hvidt rektangulært område malet ved hver side af home plate, siges han at være at bat. Venstrehåndede battere står til højre for home plate, mens højrehåndede står til venstre for home plate. Den næste spiller, der skal batte, står i et cirkulært område (the on-deck circle) et stykke derfra.

## Battingteknikker
En batters evner afhænger naturligvis af hans arm-, håndleds- og kropsstyrke samt hans præcision med battet. En god hånd-øje-koordination er bydende nødvendigt. Desuden skal en succesfuld batter være i stand til med rimelig nøjagtighed at bedømme de pitches, han bliver præsenteret for. Erfaring er derfor en vigtig ingrediens. Ligeledes er tålmodighed ofte en dyd, så man ikke bare går efter det første, det bedste pitch. En batter må kende sine egne svagheder og forsøge at filtrere svære pitches fra. På den anden side må han altid være klar til at udnytte et forfejlet pitch.
Batteren placerer sine hænder, så den "stærke" arm (den der skal levere hovedparten af kraften i svinget) er nederst på battets håndtag, mens den øverst placerede arm står for følingen. Hvis en batter forsøger at slå home runs eller tilsvarende lange bolde, vil han ofte lave et upper-cut sving, dvs. rettet en anelse skråt opad. Under andre omstændigheder er det bedre med et plant (vandret) sving.
En switch hitter er en spiller, som er i stand til at slå både venstrehåndet og højrehåndet. Hvis pitcheren er venstrehåndet, vil batteren slå højrehåndet, og vice versa. Dette skyldes, at pitcheren ofte vil have en fordel, hvis han kaster med den samme hånd, som batteren slår med, eftersom hans breaking pitches så vil være sværere at læse.
De fleste battere løfter deres forreste ben i et lille spark, før de slår til bolden, for derved at generere ekstra kraft. Desuden roteres overkroppen. Ellers er den position (the batting stance), som en batter indtager før et pitch, meget personlig, og hver batter har sin egen faste rutine, når de stiller sig ind i batter's box.
I stedet for at svinge fuldt ud for at komme på base, kan en batter vælge – eller hans træner kan beordre ham til – at lave et bunt. Umiddelbart før pitcheren kaster bolden, vil batteren vende sig med fronten mod pitcheren og føre sin øverste hånd op ad battet. I stedet for at svinge battet vil han så bare forsøge at ramme bolden, så den lige akkurat hopper i spil. Overraskelseseffekten kan give batteren mulighed for at løbe til første base, før forsvaret får styr på situationen. Oftest er et bunt dog et redskab, som skal få batterens holdkammerat(er) på baserne én base frem. Hvis batteren sender bolden blødt i spil, vil løberne på baserne have mulighed for at avancere, mens forsvaret kun har tid til at slå batteren ud. Dette offer kaldes et sacrifice bunt eller et sacrifice hit.
En anden offensiv strategi er et såkaldt hit and run. Dette er en strategi, som benyttes med en eller flere løbere på baserne. Når pitcheren kaster bolden, vil løberne straks sætte i løb, hvorefter batterens opgave er bare at få ramt bolden og gerne sende den i spil bag ved løberens bane. Derved vil løberne have en tidsmæssig fordel. Imidlertid kan strategien give bagslag, hvis batteren ikke rammer bolden, og catcheren får kastet bolden hurtigt til en base, så løberen kan tagges ud.
Hvis batteren slår bolden så langt væk, at en af hans medspillere kan nå at hjem og score et point, efter bolden blive grebet, kaldes det et sacrifice fly.

## Typer af battere
Hitters inddeles i to grupper alt efter, om de foretrækker at skyde bolden til højre eller venstre på banen.
- En pull hitter vil forsøge at "trække" bolden med sig, hvilket typisk skal udløse den nederste arms fulde styrke. Højrehåndede pull hitters slår bolden mod venstre halvdel af banen, mens venstrehåndede pull hitters slår bolden mod højre.
- En opposite field hitter slår den modsatte vej af en pull hitter. Det kræver stor styrke at slå home runs på denne måde.

Gode battere er i stand til at blande deres strategier alt efter, hvilket pitch de får, og således at modstanderholdet ikke helt kan regne ham ud.
En slugger (eller power hitter) er en stærk hitter, som slår mange home runs og sikrer mange point til sit hold. De fleste sluggers er pull hitters. Ulempen ved at slå hårdt hver gang er, at man typisk misser flere pitches (og dermed laver flere strikeouts) eller i hvert fald rammer visse bolde dårligt. Desuden har outfielders bedre tid til at nå til en fly ball end et hårdt line drive.
En average hitter forsøger i stedet at sende bolden sikkert i spil. Det ses sjældent, at hitters kan kombinere denne egenskab med mange home runs, men dem, der kan, er naturligvis blandt sportens store stjerner.

## Lineup
Før en kamp går i gang, skal træneren have bestemt sig for, hvilken rækkefølge hans 9 battere skal batte i. Denne rækkefølge kaldes the lineup og er naturligvis valgfri, men der er tradition for, at den følger nedenstående skema.
- 1. batter (the lead-off hitter) skal være i stand til at komme ofte på base. Han vil typisk være hurtig, så han kan lægge pres på forsvaret og måske stjæle nogle baser. Power hitting er kraftigt nedprioriteret.
- 2. batter har typisk en del af lead-off hitterens egenskaber, men han behøver ikke være lige så hurtig. Han skal til gengæld være god til at udføre hit and run og lave bunts.
- 3. batter en normalt den bedste all-round-hitter på holdet, dvs. en person der både kan sende bolden sikkert i spil og slå mange home runs.
- 4. batter kaldes the clean-up hitter. Hans opgave er at få slået så mange point hjem som muligt, og derfor placeres holdets slugger ofte i denne position.
- 5. batter og 6. batter er normalt power hitters ligesom clean-up hitteren.
- 7., 8. og 9. batter er – afhængigt af holdets offensive talent – mest med for deres defensive egenskaber. Man ser ofte hurtige, adrætte spillere batte sidst i lineuppet, hvis de altså ikke er gode nok hitters til at kunne batte som nr. 1 eller 2. I National League er den 9. batter næsten altid pitcheren.

## Designated hitter
I American League blev det i 1973 indført, at et hold godt må sende en anden spiller frem for at batte i stedet for pitcheren. Denne spiller kaldes the designated hitter (forkortes DH). Reglen blev indført for at øge antallet af scorede runs (point), idet pitchers som hovedregel ikke er gode battere, og i dag ser man da også, at der i American League i gennemsnit bliver scoret lidt flere runs pr. kamp end i National League.
Et holds designated hitter skal ikke deltage i forsvarsspillet, og han bidrager således udelukkende til offensiven. Derfor ser man ofte, at ældre spillere, der ikke længere er i stand til at fielde så godt længere, bliver flyttet til DH-pladsen.
National League har ikke valgt at følge denne udvikling, og fans af denne liga udtrykker ofte, at baseball i National League er en mere traditionel og korrekt udgave.

## Pinch hitters
Når en spiller udskiftes, lige før han skal til at batte, kaldes den indskiftede batter en pinch hitter. Visse spilleres primære rolle er at være pinch hitters i pressede situationer til sidst i en kamp. Dette kan eksempelvis skyldes, at skader eller alder har indskrænket deres evne til at fielde. Pinch hitting kræver en del af en batter, eftersom han ikke har haft god tid til varme op og forberede sig mentalt, og han måske heller ikke får andre chancer for at indvirke på kampen.
Pinch hitters bruges særligt ofte i National League, når et holds pitcher skal frem for at batte, da pitchers generelt set er dårlige batters. Omvendt kan pitcheren ikke skiftes ind igen, når han først er blevet erstattet med en pinch hitter, og derfor benyttes pinch hitting normalt kun i slutningen af en kamp, hvor pitcheren har leveret dagens præstation.

## The cycle
En batter siges at have slået the cycle (engelsk: hit for the cycle), hvis han i én kamp slår en single, double, triple samt et home run, men ikke nødvendigvis i den rækkefølge. Hvis batteren imidlertid gør det i denne "naturlige" progression, kaldes bedriften en natural cycle.
Cycles er ret sjældne, og siden begyndelsen af professionel baseball i 1880'erne er hændelsen kun indtrådt 276 gange. Heraf har 14 været natural cycles.

## Bedømmelse af battere
Baggrundsartikel: Baseballstatistikker
De vigtigste (eller i hvert fald oftest brugte) statistiske kategorier for battere er batting average (AVG eller BA), runs batted in (RBI) og home runs (HR). AVG angiver, hvor ofte batteren får et hit, dvs. kommer sikkert på base efter at have sendt bolden i spil, pr. gang han skal batte. Et batting average på 0,300 har gennem tiden været betragtet som grænsen mellem gode og mindre gode hitters, selvom tallene generelt har svinget meget i baseballhistorien.
En batter tildeles en RBI, hver gang en medspiller (eller han selv) scorer et point som følge af et slag af den pågældende batter. Tilsammen kaldes AVG, RBI og HR battings Triple Crown, og hvis en batter fører sin liga i alle tre kategorier, kaldes han en Triple Crown-vinder. Kun 15 battere har opnået denne ærefulde titel i Major League Baseball (MLB) siden starten på organiseret baseball, og det er ikke sket siden Carl Yastrzemski, Boston Red Sox, gjorde det i 1967.
Det er dog ikke kun, hvad en spiller gør med battet, som afgør hans succes som hitter. Det er også en evne at have tålmodighed og dømmekraft nok til at få tildelt en walk (også kaldet base on ball). Statistikken on base percentage (OBP) angiver, hvor ofte batteren kommer på base, pr. gang han har muligheden for det. I mange henseender er dette en mere meningsfuld statistik end batting average, da det ikke er nok kun at kunne producere hits.
En batters slugging percentage (SLG) angiver, hvor mange baser han kommer frem i sit eget slag pr. gang han skal batte. Et home run tæller således for fire baser. Det lidt abstrakte mål on base plus slugging (OPS) er summen af en batters OBP og SLG. Kombinationen af disse to statistikker giver et godt helhedsbillede af batterens offensive evner. En OPS over 1,000 er exceptionel, og kun ganske få hitters i historien har formået at holde et sådant niveau over flere sæsoner.
Efter hver MLB-sæson tildeles den spiller i hver liga, som har været mest værdifuld for sit hold, Most Valuable Player-prisen (MVP). Denne pris kan dog også uddeles til pitchers, selvom det i realiteten sker sjældent.